# Procambarus liberorum
Procambarus liberorum är en kräftdjursart som beskrevs av Fitzpatrick 1978. Procambarus liberorum ingår i släktet Procambarus och familjen Cambaridae. IUCN kategoriserar arten globalt som livskraftig. Inga underarter finns listade i Catalogue of Life.